# Tanjung Lago (plaats)
Tanjung Lago is een bestuurslaag in het regentschap Banyuasin van de provincie Zuid-Sumatra, Indonesië. Tanjung Lago telt 4420 inwoners (volkstelling 2010).